# Canon epicúreo

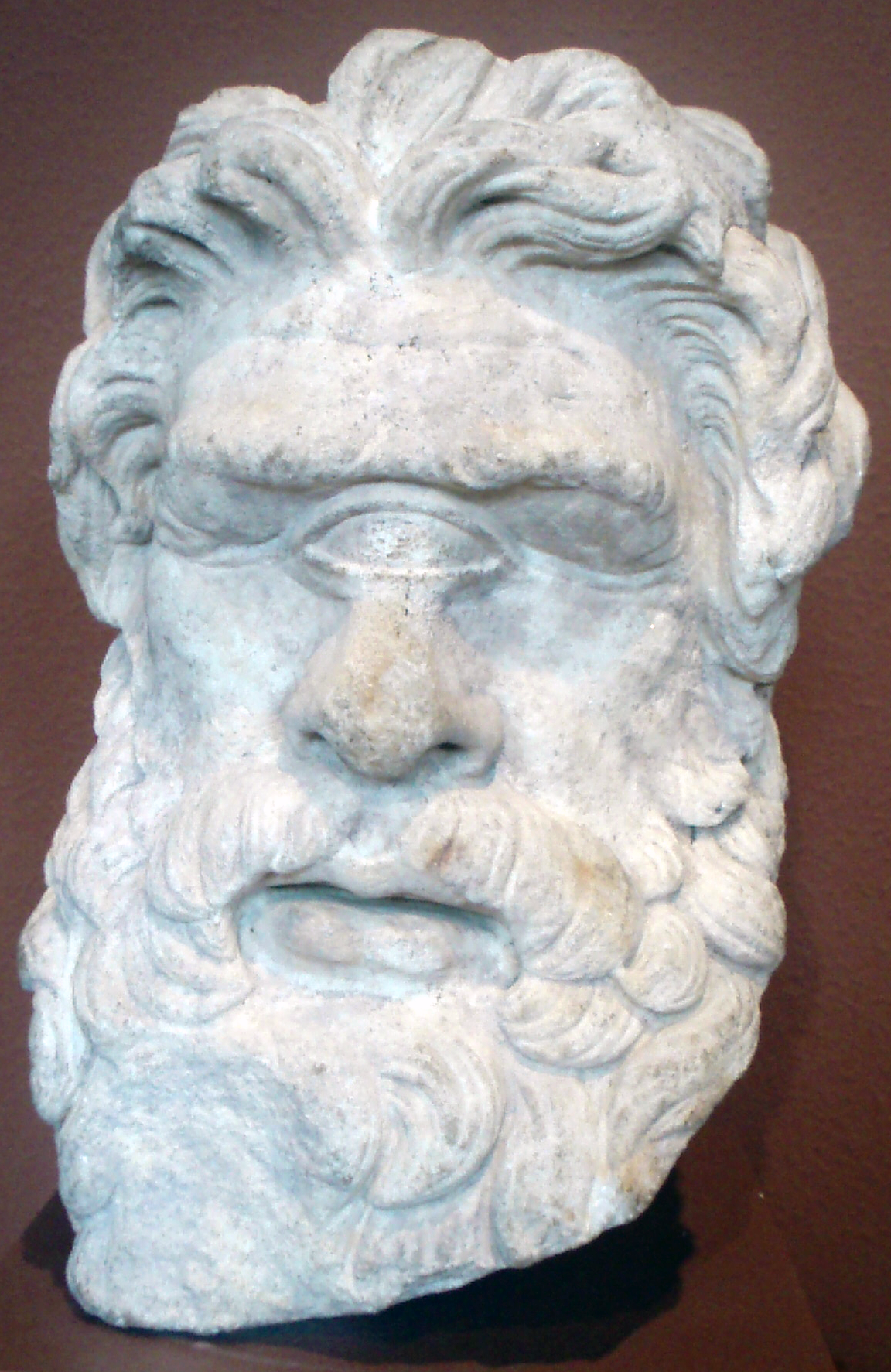
La canónica de Epicuro parte de la veracidad de los sentidos como fuente del conocimiento, así como su criterio de certeza. Cabeza de mármol del cíclope Polifemos del

Epicuro escribió un tratado titulado Canon (del griego antiguo: Kανών) en el que explicaba sus métodos de investigación y teoría del conocimiento. Cicerón describe el Canon epicúreo como «aquella norma que ha como bajado del cielo para enseñárnoslo todo y por la cual deben guiarse todos los juicios sobre la realidad». Esta obra no ha sobrevivido ni ningún otro texto que explique completa y claramente la epistemología epicúrea, dejando solo citas y menciones de varios autores para poder reconstruirla.
Como resultado de su rivalidad contra las enseñanzas del escepticismo de Pirrón y el racionalismo idealista de Platón, la filosofía epicúrea emplea una epistemología empirista, según la cual: «no solo la razón se desplomaría enteramente, sino la vida misma perecería sin dilación, si no nos atreviéramos a fiarnos de los sentidos...» Luego, el sabio (sophos) confía de sus sentidos, establecerá dogmas, y no dudará.

Toda razón pende de los sentidos, y la verdad de estos se confirma por la certidumbre de las sensaciones. Efectivamente, tanto subsiste en nosotros el ver y oír, como el sentir dolor. Así que las cosas inciertas se notan por los signos de las evidencias. Aun las operaciones del entendimiento (epinoiai) dimanan todas de los sentidos, ya por incidencia, ya por analogía, ya por semejanza y ya por complicación; contribuyendo también algo el raciocinio.
Diógenes Laercio, Vidas, opiniones y sentencias de los filósofos más ilustres. X, Epicuro, 23.

La canónica no es el estudio de la lógica o dialéctica, sino la criteriología que ayuda a distinguir lo verdadero y falso. El sabio pues, «resuelve las cosas más importantes y difíciles con su propio juicio y reflexión». El sistema de enseñanza de Epicuro estaba organizado con un procedimiento de principios generales, que se asimilaban resúmenes que contenían su doctrina. El Canon pudo haberse basado en El trípode, un tratado epistemológico de Nausífanes, aunque Epicuro aseguraba que no aprendió nada de él.
Los epicúreos sostuvieron que el propósito de todo conocimiento es ayudar a los humanos a alcanzar la ataraxia. Enseñó que el conocimiento se aprende a través de experiencias en lugar de ser innato y que la aceptación de la verdad fundamental de las cosas que una persona percibe es esencial para la salud moral y espiritual de una persona. Epicuro consideraba los instintos como la máxima autoridad en asuntos de moralidad y sostenía que si una persona siente que una acción es correcta o incorrecta es una guía mucho más convincente para determinar si ese acto es realmente correcto o incorrecto que las máximas abstractas, las estrictas reglas de ética codificadas, o incluso la propia razón.

## Psicología

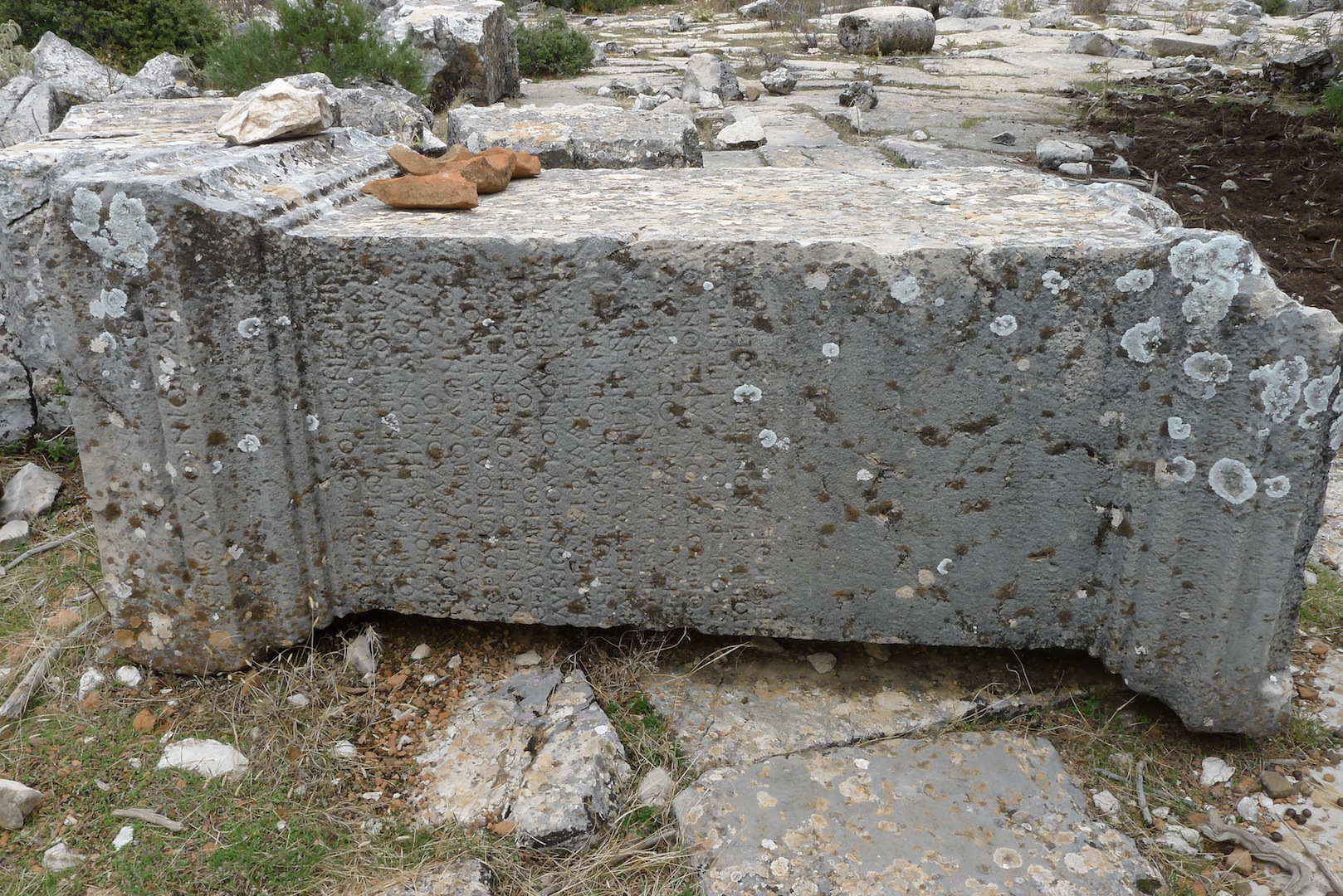
Fragmento de inscripción epicúrea de Diógenes en las ruinas de Enoanda.

En filosofía de la mente, puede considerarse a Epicuro como uno de los primeros filósofos en proponer una teoría de la identidad de la mente. Según el filósofo de Samos, el alma y el cuerpo están juntos desde la concepción, pero, en el momento de morir, los átomos se separan y ambos se destruyen. Es importante aclarar que Epicuro no era dualista, es decir, no postulaba la oposición cuerpo-alma; el alma, igual que el cuerpo, es material y está compuesta de átomos. Epicuro se opuso al eliminativismo de Demócrito y su concepción de la relación mente-cuerpo se puede entender como íntegramente fisicalista. Tim O'Keefe sostiene que Epicuro mantunvo un materialismo reduccionista donde los estados mentales son una "disposición física de los átomos del alma", aunque James Warrren, Lisa Wendlandt y Dirk Baltzly argumentan que Epicuro era un atomista no reduccionista, "que está en el espíritu del monismo anómalo de Donald Davidson". El punto principal de Epicuro fue establecer que el alma es corpórea y se ve afectada por el cuerpo (como por la embriaguez y la enfermedad) y viceversa (como por los efectos fisiológicos de los estados emocionales).

«Y después de estas cosas, es preciso reparar, refiriéndose a las sensaciones y pasiones –pues así la convicción será más certera– en que el alma es un cuerpo sutilmente particulado, diseminado por todo el organismo y muy semejante a un soplo que tiene una mezcla de calor, en parte semejante a este [calor], en parte semejante a aquel [soplo], si bien hay una parte que ha alcanzado gran variación [respecto] de tales [primeras partes] en razón de su sutil particulación y [que es] más simpática con el restante organismo. Y todo esto lo evidencian las facultades del alma, sus pasiones, movilidades, reflexiones y [cuantas cosas] privados de las cuales fenecemos. [...] De modo que devanean los que dicen que el alma es incorpórea, pues nada podría hacer ni padecer si fuera tal [como dicen]»
Epicuro, Carta a Heródoto (63-67)

El alma está compuesta de átomos y tiene fundamentalmente tres facultades: la parte racional (logos) que genera las emociones situada en el pecho, lugar en el que filósofos griegos como Platón y Aristóteles creían que residen las emociones de las emociones; otra irracional, dedicada a la sensibilidad, que está aglutina en todo el cuerpo humano; y finalmente la imaginación (o mens según Lucrecio), que "representaciones fantásticas" (ver: Teoría del conocimiento). Polístrato el Epicúreo sostiene que los animales comparten amplias características generales con nosotros, pero carecen de capacidades inferenciales, "no comparten el razonamiento (logismos) o ninguno como el nuestro".

## Teoría de la percepción
En la Carta a Heródoto escribió que «es preciso además considerar que, al irrumpir [en nosotros] cosas externas, vemos y reflexionamos sus formas». Los epicúreos creían que los sentidos también dependían de los átomos. Cada objeto emitía continuamente partículas de sí mismo que luego interactuaban con el observador. Los átomos que componen los cuerpos no se perciben individualmente, sino más bien como una sensación continua debido a la rapidez con que se mueven. Este razonamiento también se aplica a la existencia de cuerpos compuestos en sí. Los sentidos recogen lo que Demócrito y Epicuro designan imágenes (del griego: τύποι «týpoi») o simulacros (del griego: εἴδωλα «eídola»; y latín: simulacra), «representaciones» que desprenden los cuerpos ininterrumpidamente. Estas eídola están formadas por átomos muy sutiles y se transmiten como efluvios que penetran en el órgano sensorial y producen la impresión. Todas las sensaciones, como la vista, el olfato o el oído, se basaban en estas partículas en sus distintos medios, ya sea sonido u olores, lo que explica las diferentes sensaciones del mismo objeto. Dependiendo de la forma de los átomos se producen sensaciones agradables o desagradables.
Para el atomista Demócrito, lo único que existe son solo los átomos y el vacío. Las propiedades secundarias de los objetos, como el color o sabor, surgen solo "por convención" de los átomos, lo que le llevó a un escepticismo contradictorio de los sentidos. Similarmente, los cirenaicos pensaron que podemos conocer con certeza nuestras experiencias sensoriales inmediatas (por ejemplo, la sensación dulce de la miel) pero no podemos saber nada sobre la naturaleza de los objetos que causan estas sensaciones. Sin embargo, los epicúreos reconocieron la veracidad de los sentidos y la subsistencia de las propiedades secundarias de la materia nacidas de la disposición de los átomos. Si bien los átomos que se emiten no tienen las cualidades que los sentidos perciben, la manera en que se emiten provocan que el observador experimente esas sensaciones. Por ejemplo, los cuerpos en sí mismos no tienen colores, sino que emiten partículas de una manera tal que hacen que el espectador experimente color. Por ello, el color no existe en la oscuridad. Si bien estas propiedades son accidentales a los cuerpos, estas son reales en los cuerpos. Polístrato el Epicúreo puso de ejemplo de la realidad de las propiedades relacionales atómicas ciertos alimentos que "son nutritivos para algunas criaturas pero dañinos para otras". La cicuta tiene la propiedad de ser venenosa, pero no los átomos.

## Teoría del conocimiento

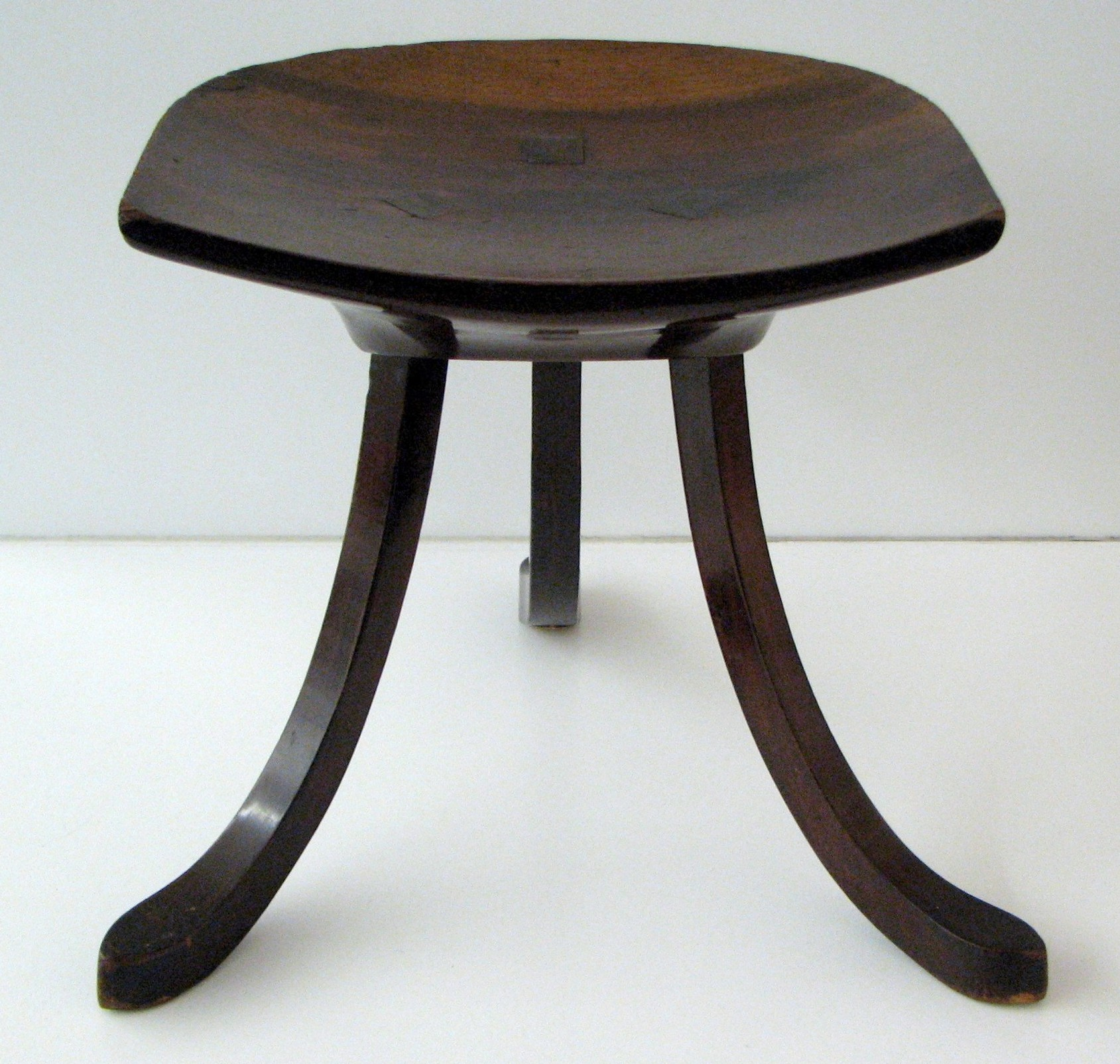
Se ha comparado los tres criteros de verdad (sensaciones, afeccione y santicipaciones) de la canónica con un tripode en cuya tres patas de se sienta la base de la filosofía epicúrea. El Canon pudo haberse basado en El trípode, un tratado epistemológico de Nausífanes, maestro de Epicuro.

Los epicúreos son "realistas epistemológicos". Postulan que los conceptos que formamos corresponden a "tipos de objetos y propiedades en nuestra experiencia". El epicureísmo se opuso amargamente a los escépticos pirronistas y académicos, quienes no solo cuestionaron la capacidad de tener un conocimiento preciso sobre el mundo. Contra el platonismo, Epicuro enfatizó la filosofía natural en lugar de la especulación por la razón sin evidencia empírica. Epicuro propuso los tres siguientes criterios de verdad (o iudicia rerum como los llama Cicerón) que forman el método del conocimiento:
- Las sensaciones (aisthêsis), son el asiento de todo el conocimiento y se originan cuando los átomos que desprenden los cuerpos llegan hasta nuestros sentidos (ádela).[9] Toda razón, dice Epicuro, «pende de los sentidos, y la verdad (aletheia) de estos se confirma por la certidumbre de las sensaciones». La naturaleza exige a los hombres en apoyarse en sus sentidos para poder vivir. «Si una persona lucha contra la clara evidencia de sus sentidos (enargeia), nunca podrá compartir una tranquilidad genuina».[4][42] Así, se establece que las percepciones sensibles son verdaderas y no nos engañan, puesto que corresponden a la realidad atómica inmediata.[42][43][44]«Decir que una sensación es falsa equivaldría a decir que nada puede ser percibido».[45] Todo sentido «es irracional (alogoi) e incapaz de memoria alguna, ya que no se produce espontáneamente {dentro de la mente} ni puede agregar o sustraer información de su causa externa».[46] Cada impresión sensorial se le debe otorgar la misma credibilidad. Los apariencias sensoriales pueden diferir, pero nunca se contradicen.[46] Como Aristóteles dijo: "El sentido de la vista no se engaña en cuanto al color, ni al oído en cuanto al sonido".[47][48] Los choques entre átomos pueden hacer llegar sensaciones mezcladas a nuestros sentidos, dando lugar la composición de imágenes distorsionadas.
- Las anticipaciones (prolepsis), son sensaciones que se graban en la memoria y sirven para que predecir sensaciones futuras.[44] Esta capacidad mental permite abstraer "conceptos generales" (término acuñado por Epicuro según Cicerón) de seres particulares, similar a las ideas platónicas o los universales aristotélicos. Por ejemplo, la idea de un caballo.[49] Estos conceptos se surgen en la mente de una persona a través del aporte sensorial a lo largo del tiempo y se guardan en la mente, la cual tiene un límite finito por su estructura material, impidiendo así la conservación infinita de estos recuerdos.[50][49] Los epicúreos fueron precursores del nominalismo.[51][52] Diógenes Laercio detalla este proceso así:

«Porque todos los pensamientos (epinoiai) tienen su origen en la sensación por medio de la coincidencia (periptosis) y la analogía (analogia) y la similitud (homoiotes) y la combinación (sunthesis), la razón (logismos) también aporta algo.»
Diógenes Laercio, Vidas, opiniones y sentencias de los filósofos más ilustres. X, Epicuro, 32.

- Las afecciones (pathê): son sentimientos de placer y dolor (hêdonê, algêdôn).[20] Son análogos a las sensaciones en que son un medio de percepción, pero perciben nuestro estado interno en oposición a las cosas externas. Si una sensación perturba (tarakhê) el movimiento atómico de nuestro cuerpo causan tristeza, si lo cesa produce placer.[54] Según Diógenes Laercio, los sentimientos son cómo determinamos nuestras acciones. Si algo es placentero, buscamos esa cosa, y si algo es doloroso, lo evitamos.[55] La importancia de las afecciones radican en la influencia directa que tienen sobre la teoría ética del placer (hedoné).[56]

Diógenes Laercio, menciona un cuarto criterio llamado "accesiones fantásticas de la mente" o “proyección (o aprehensión) del pensamiento” (phantastikai epibolai tês dianoias, también mencionado en la Carta a Heródoto como epibolai tês dianoias). Este último criterio fue probablemente agregado por epicúreos posteriores. Este criterio se interpreta que como la representación de imágenes sin impresiones externas. «Es el espíritu el que intenta comprender la que hay en el infinito, fuera de las murallas del mundo, hasta donde la inteligencia quiere extender su visión y hacia donde vuela libremente la mirada del espíritu (jactus animi)». Por esta intuición se permite acceder a los principios fundamentales de la ciencia por inferencia o analogía, por ejemplo: los átomos y los dioses. Entonces, las impresiones de tales cosas se reciben en nuestras mentes directamente, en lugar de percibirlas a través de otros sentidos (por ejemplo, un centauro que es la combinación de la imagen de un hombre y la de un caballo) como ocurren en los «fantasmas de maniáticos» y en sueños. Estas proyecciones son también reales en el sentido de que corresponden a una eídola.

## Método de investigación

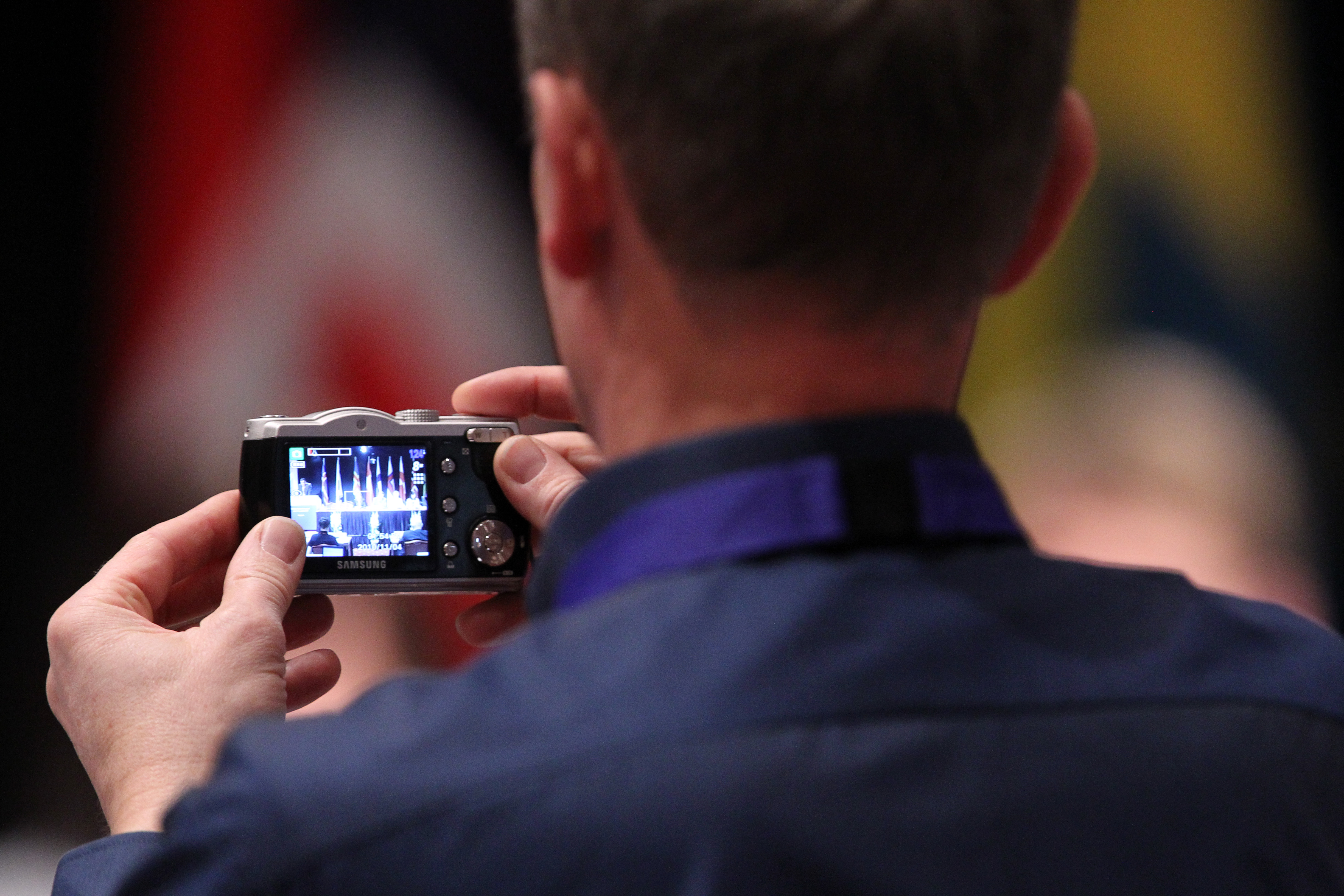
Para explicar la epistemología epicúrea, David Sedley usó como analogía una cámara de fotos, la cual "no puede mentir" acerca de los patrones de luz que llegan a la lente. Es la fotografía resultante queda a interpretación del observador.

En la epistemología epicúrea, los sentidos, son la única fuente confiable de información y conocimiento sobre el mundo, puesto que de lo que derivan están en correspondencia con esas mismas cosas, siendo necesario que lo que produce placer sea placentero y viceversa (ver: aletheia). Las sensaciones poseen en la filosofía epicúrea un componente judicativo, que las acercaba a la idea platónica de la "razón" (logismos). Debido a ello, el epicureísmo cae en un dogmatismo del cual no se centran en el estudio del discurso retórico y razonamientos lógicos.

«Por lo tanto, afirma Epicuro, no hay necesidad de razonamiento ni de discusión para comprender por qué debe buscarse el placer y rechazarse el dolor. Piensa que esto se percibe por los sentidos, como el hecho de que el fuego calienta, la nieve es blanca y la miel es dulce, todo lo cual no hace falta demostrarlo con sutiles razonamientos, porque basta simplemente con advertirlo.»
Cicerón. De finibus, I, 30.

Epicuro admitió que todas y cada una de las afirmaciones que no sean directamente contrarias a la percepción humana tienen la posibilidad de ser verdaderas. Todo lo contrario a la experiencia de una persona puede descartarse como falso. De esta forma se reconoce que, por ejemplo, los centauros no existen porque tal combinación es físicamente imposible.
Al igual que Aristóteles, los epicúreos explican que el error surge cuando se forman juicios (hypolepsis) u opiniones (to prosdoxazomenon) sobre las cosas que pueden verificarse y corregirse a través de más información sensorial. El observador comete el error al suponer que la imagen que recibe correctamente representa al objeto y no ha sido distorsionado de alguna manera. Si alguien viera una torre desde lejos que parece ser redonda y al acercarse a la torre ve que en realidad es cuadrada, la persona se daría cuenta de que su juicio inicial era erróneo, y puede corregir su error. La prolepseis "a veces sobrepasa la garantía de la información perceptiva proporcionada y nos hace formar opiniones falsas". Para no cometer juicios erróneos, los epicúreos creían que era necesario obtener una "visión clara" (enargeia) de lo perceptible mediante un examen más detallado. La enargeia se caracteriza como la sensación de un objeto que no ha sido modificado por juicios u opiniones y es una percepción clara y directa de ese objeto.
El método epicúreo del "razonamiento aplicado" (epilogismos), se basa en las semejanzas (homoiotêtes) de las cosas en generalizaciones empíricas. Epicuro propuso dos reglas para la investigación (historia). Su primera regla es el requisito de "primeros conceptos" que "no requieren demostración" para que podamos inferir tanto lo que se espera como también lo que no es aparente; y su la segundo es "el requisito de observación realizada de acuerdo con las percepciones y sentimientos de uno". Los conceptos sirven como referencia para los objetos a los cuales se juzgan y la observación es necesaria como evidencia de lo que no es manifiesto.
Filodemo de Gadara expuso en Sobre los signos la teoría del razonamiento inductivo epicúrea como un proceso de analogía. Según Filodemo, solo mediante la “atestación” positiva (epimarturēsis) o “atestación negativa” (ouk epimarturēsis) de los sentidos de manera empirista se demuestra la veracidad o falsedad de fenómenos observables. Solo a partir de analogías se conocen verdades más amplias e imperceptibles (adēla), como los átomos, el vacío, los fenómenos celestes y los dioses. Estos fenómenos solo pueden probarse mediante inferencias (sēmeiōseis) coherentes con observaciones empíricas.
Frente al problema de la inducción, realizada por los estoicos, los epicúreos anticiparon a John Stuart Mill al sostener que toda conclusión realizada a partir de inferencias generales, como "todos los hombres son mortales", es válida mientras nada se oponga a su conclusión. Este principio se sostiene aun más allá de nuestra experiencia, sosteniendo una "uniformidad entre cualidades y hechos". Diferenciaron además entre inducción completa e incompleta.
Los epicúreos sostienen que los eventos en el mundo natural pueden tener "múltiples explicaciones" (pleonachos tropos) que son igualmente probables, siempre y cuando no contradigan nuestros sentidos, y rechazan a los que proponen una única explicación. El principio de múltiples explicaciones de Epicuro "conduce al principio de indiferencia que asume que si no hay evidencia que favorezca una hipótesis en particular, entonces deberíamos ponderarlas todas como igualmente probables". Esto actitud se muestra en las múltiples explicaciones atómicas de los fenómenos naturales. Lucrecio desarrolla este punto con el siguiente símil:

Para algunos fenómenos no basta	dar una explicación; antes precisas son otras muchas, para hallar alguna entre ellas verdadera; por lo tanto, si ves tú desde lejos el cadáver de algún hombre tendido sobre el suelo, es preciso decir todas las causas de la mortalidad para que sepas la causa de la muerte de aquel hombre; porque no puedes decidir si ha muerto de muerte dada a hierro o por el frío, o por enfermedad o con veneno; en general sabemos que él ha muerto por una de las causas que he nombrado; mas solo los testigos oculares pueden decir la causa verdadera: así también estamos indecisos sobre muchos fenómenos que vemos.
Sunt aliquot quoque res quarum unam dicere causam non satis est, verum pluris, unde una tamen sit; corpus ut exanimum siquod procul ipse iacere conspicias hominis, fit ut omnis dicere causas conveniat leti, dicatur ut illius una; nam [ne]que eum ferro nec frigore vincere possis interiisse neque a morbo neque forte veneno, verum aliquid genere esse ex hoc quod contigit ei scimus. item in multis hoc rebus dicere habemus.
Lucrecio, De rerum natura. VI. 1030-1045

Karl Marx explica que una vez quitado el mito de los cielos toda explicación posible es suficiente y la tarea de Epicuro es "rastrear su causa y desterrar la fuente de perturbación y pavor".

## Filosofía del lenguaje

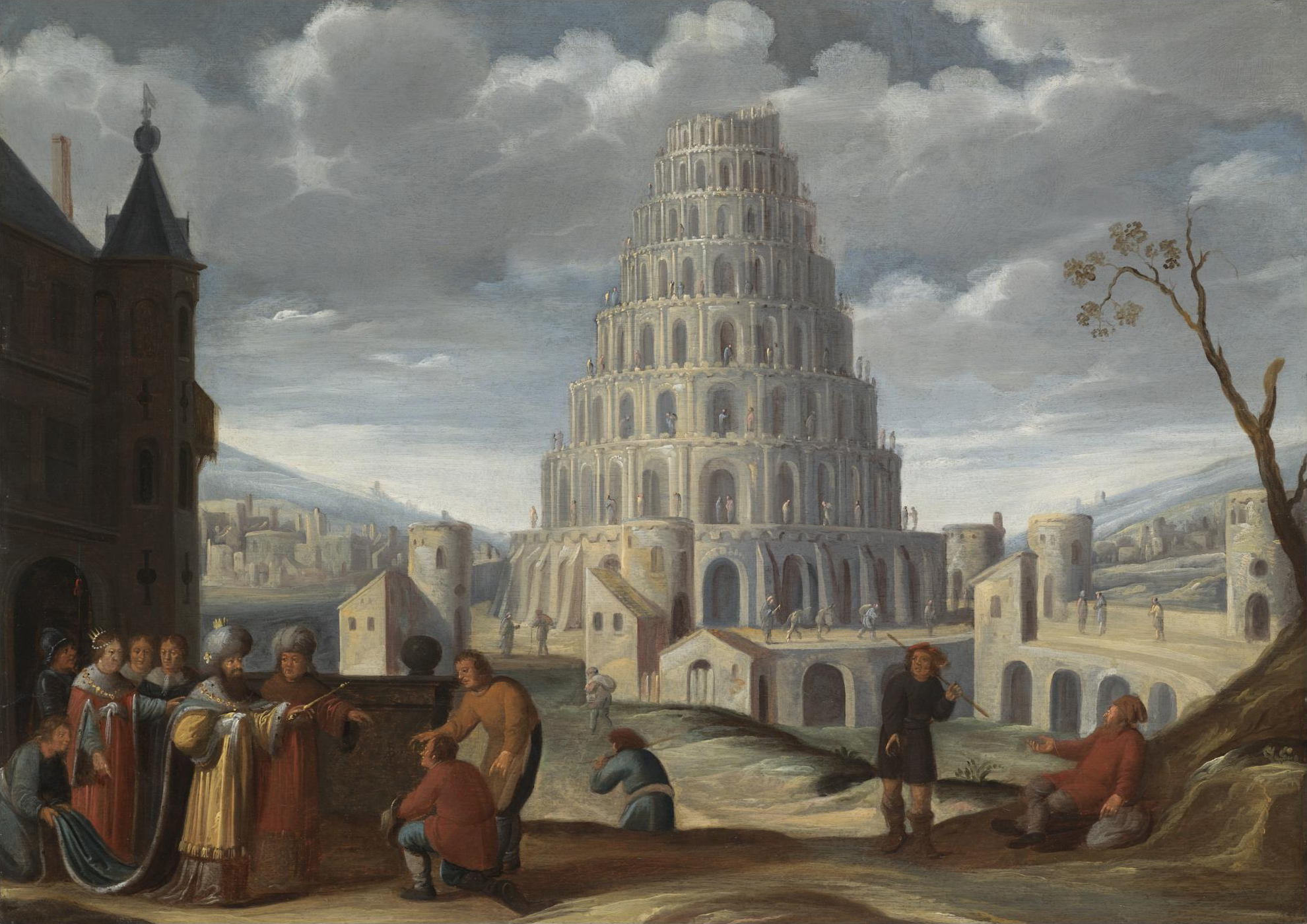
Cuadro holandés del de la Torre de Babel. Esta historia bíblica está dirigida para explicar por qué los pueblos del mundo hablan diferentes idiomas. Epicuro formuló una teoría sobre el origen del lenguaje como producto natural de la expresión sonora de las emociones que fue estructurado por convención social.

En filosofía del lenguaje, Epicuro fue el primero en formular una teoría sobre el origen del lenguaje como un producto natural de la expresión sonora de las emociones que fue estructurado por convención social. El filósofo Jean-Jacques Rousseau defendió esta tesis.

De lo cual resulta que al comienzo los nombres no se generaron por convención, sino que las naturalezas de los hombres, padeciendo pasiones particulares y aprendiendo imágenes particulares, según cada uno de los pueblos, emitieron de forma particular el aire dispuesto por cada una de las pasiones e imágenes, a fin de que llegara a existir la diferencia de lenguas según los lugares de asiento de los pueblos. Y luego, las particularidades de cada lengua fueron establecidas en común según cada pueblo, a fin de que las indicaciones resultaran menos ambiguas para los hablantes entre sí, y se indicaran de modo más conciso.
Epicuro, Carta a Heródoto (75-76)

Para Epicuro existe una relación entre el conocimiento y el lenguaje. Él sigue una teoría naturalista evolucionaria y gradual del lenguaje. Este no es un invento humano, sino producto del ambiente del hombre y su constitución física. El significado de una palabra es, por lo tanto, un significado natural, pero este significado queda cubierto por los usos que los hombres le dan. Volver al primer significado es volver a las ideas preconcebidas, y así recurrir a la fuente del conocimiento humano (en oposición a la dialéctica).

Así, que cualquier cosa, luego que se le sabe el nombre, ya está manifiesta; y ciertamente no inquiriríamos lo que inquirimos si antes no lo conociésemos, v. g., cuando decimos lo que allá lejos se divisa, ¿es caballo o buey? Para esto es menester tener anticipadamente conocimiento de la forma del caballo y del buey, pues no nombraríamos una cosa no habiendo aprendido con anticipación su figura. Luego las anticipaciones son evidentes.
Diógenes Laercio, Vidas, opiniones y sentencias de los filósofos más ilustres. X, Epicuro, 24.

Se ha considerado a Epicuro como precursor del nominalismo dado su materialismo y empirismo. Solo los átomos y el vacío es lo verdaderamente real. Las colecciones de átomos individuales son lo que últimamente forman el resto de entidades cuyos nombres son atribuidos por convención social. Tanto los epicúreos como los estoicos rechazaron la existencia de ideas platónicas, apelando a una capacidad mental de generalización a posteriori. Cuando se usa la palabra que se relaciona con la anticipación (prolepsis), la mente convoca estas anticipaciones en los pensamientos de la persona. Es a través de nuestras ideas preconcebidas (reminiscencia) que podemos hacer juicios sobre las cosas que percibimos. Las ideas preconcebidas también fueron utilizadas por los epicúreos para evitar la paradoja propuesta por Platón en el Menón sobre el aprendizaje. Platón argumenta que el aprendizaje requiere que ya tengamos conocimiento de lo que estamos aprendiendo, de lo contrario no podríamos reconocer cuándo habíamos aprendido con éxito la información. Las ideas preconcebidas —argumentan los epicúreos— proporcionan a las personas ese conocimiento previo requerido para el aprendizaje.